# غوري لانكيش
غوري لانكيش (29 يناير 1962 - 5 سبتمبر 2017) كانت صحفية وناشطة هندية من بنغالور، كارناتاكا. عملت كمحررة في جريدة باتريك لانكيش، وهي مجلة أسبوعية باللغة الكانادية بدأها والدها باليا لانكيش، حيث كانت تدير عمودها الأسبوعي الخاص باسم غوري لانكيش باتريك.
في 5 سبتمبر 2017 قتلت على أيدي مهاجمين مجهولين خارج منزلها في راجاراجيشواري ناجار. في وقت وفاتها ، كانت غوري معروفة بانتقادها للتطرف الهندوسي اليميني. تم تكريمها بجائزة آنا بوليتكوفسكايا لأنها ناهظت ضد التطرف الهندوسي اليميني، وحملاتها من أجل حقوق المرأة ومعارضتها للتمييز الطبقي.